# Cerithiopsis brunneoflavida
Cerithiopsis brunneoflavida is een slakkensoort uit de familie van de Cerithiopsidae. De wetenschappelijke naam van de soort is voor het eerst geldig gepubliceerd in 1905 door Preston.